# Karel Nedbal

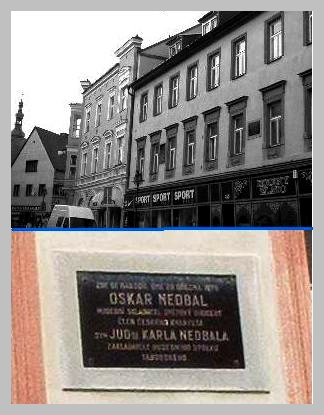
Rodný dům Oskara Nedbala v Táboře, čp.355 Palackého ulice-proti divadlu. Pamětní deska Oskara Nedbala a jeho otce Karla Nedbala

Karel Nedbal (29. října 1836, Schwarzbach – 26. února 1899, Praha) byl advokát, organizátor hudebního života v Táboře, otec českého dirigenta a skladatele Oskara Nedbala.

## Život
Karel Nedbal pocházel z početné rodiny (12 dětí), vyrůstal v Německu (ale rod Nedbalů pochází z Lomnice nad Lužnicí). Vystudoval gymnázium a práva ve Vídni, pracoval jako advokátní koncipient u švagra v Pelhřimově. Po složení advokátní zkoušky v roce 1862 si otevřel v Táboře právní kancelář a od roku 1864 zde v Palackého ulici 355 i s rodinou bydlel. Později pracoval jako předseda ředitelství Městské spořitelny Tábor a dlouhá léta aktivně pracoval v městské radě a obecním zastupitelstvu města. Se svojí manželkou Annou, rozenou Hejnovou (1840–1920) vychovali sedm dětí a vedli je ke vztahu k hudbě.
Ve svých šedesáti letech (1896) vážně onemocněl, byl hospitalizován v Praze, kde po třech letech zemřel. Pohřben byl na pražských Olšanských hřbitovech.

## Zásluhy
JUDr. Karel Nedbal, všestranně vzdělaný, se stal váženým občanem Tábora a zejména měl velký podíl na vzestupu hudebního dění ve městě. Známé byly jeho domácí komorní koncerty, kdy se postupně hry účastnily i jeho děti. Nedbal založil v Táboře roku 1877 Hudební spolek. Také Nedbalovou zásluhou rostl v Táboře počet veřejných koncertů i zájem předních českých hudebníků. Hostem rodiny Nedbalovy býval Zdeněk Fibich a také Antonín Dvořák (ten zde často bydlel, např. i 20. prosince 1879, když v místním divadle se konal koncert a přítomný skladatel sklidil velké ovace po zaznění svých Slovanských tanců).
Karel Nedbal má zejména zásluhu na podchycení talentu svého syna Oskara a umožnění jeho hudebního vzdělání.